# Елулу-Меш
 Елулу-Меш (Елулумеш)  — цар (або обраний отаман) кутіїв, правив 6 років в Шумері у 2179-2173 до н. е. (2120-2114 до н. е. за іншими даними).
Після смерті аккадського царя Шаркалішаррі обіймав в Аккаді царську владу. В списку аккадських царів значиться як Елулу.